# Belk (Alabama)
|  | Dieser Artikel wurde aufgrund von inhaltlichen Mängeln auf der Qualitätssicherungsseite des Projektes USA eingetragen. Hilf mit, die Qualität dieses Artikels auf ein akzeptables Niveau zu bringen, und beteilige dich an der Diskussion! Eine nähere Beschreibung der zu behebenden Mängel fehlt. |

Belk ist eine Town im Fayette County im US-amerikanischen Bundesstaat Alabama. Nach der Volkszählung aus dem Jahr 2020 hatte Belk 186 Einwohner, 2010 waren es 215. Belk hat eine Gesamtfläche von 3,4 km².

## Geographie
Belk liegt im Nordwesten Alabamas im Süden der Vereinigten Staaten. Es liegt etwa 30 Kilometer östlich der Grenze zu Mississippi und befindet sich unmittelbar am Luxapallila Creek.
Nahegelegene Orte sind unter anderem Kennedy (5 km südwestlich), Fayette (6 km östlich), Millport (12 km südwestlich), Vernon (18 km nordwestlich) und Berry (26 km östlich). Die nächste größere Stadt ist mit 212.000 Einwohnern das etwa 95 Kilometer östlich entfernt gelegene Birmingham.

## Geschichte
Belk wurde 1887 als Station der Elyton and Aberdeen Railroad gegründet. Der erste Name der Stadt war Mulberry Tank Junction, mit Eröffnung des Postamtes 1901 wurde er in den heutigen Namen geändert.

## Verkehr
Vom Süden in den Norden wird Belk von der Alabama State Route 96 durchzogen, die wenige Kilometer östlich einen Anschluss an den U.S. Highway 43 herstellt.
Etwa 10 Kilometer nordöstlich befindet sich der Flughafen der Stadt Fayette, Richard Arthur Field.

## Demographie
Nach der Volkszählung 2000 hatte Belk 214 Einwohner, die sich auf 97 Haushalte und 70 Familien verteilten. Die Bevölkerungsdichte betrug 62,1 Einwohner/km². 97,2 % der Bevölkerung waren weiß, 0,93 % afroamerikanisch. In 23,7 % der Haushalte lebten Kinder unter 18 Jahren. Das Durchschnittseinkommen betrug 32188 Dollar pro Haushalt, wobei 6,3 % der Bevölkerung unterhalb der  Armutsgrenze lebten.
Bis zur Volkszählung 2010 stieg die Einwohnerzahl leicht auf 215.